# Анастасия (фильм, 1956)
«Анастаси́я» (англ. Anastasia) — мелодрама 1956 года с Ингрид Бергман и Юлом Бриннером в главных ролях. Экранизация одноимённой французской пьесы Марселя Моррёт. Когда съёмки только начались, то продюсеры думали, что Анна Андерсон  уже мертва, и только в середине они узнали, что она всё ещё жива, из-за чего им пришлось в срочном порядке приехать к ней в ФРГ и попросить согласие на использование её истории.

## Сюжет
События картины разворачиваются в Париже в 1928 году. Генерал Бунин до революции служил в России, а теперь управляет ночным клубом во Франции. Однажды он подбирает на улице некую Анну Кореву, которая утверждает, что на самом деле она — Анастасия, дочь последнего русского царя Николая II.
Испытывая финансовые затруднения, Бунин вместе со своими партнёрами Черновым и Петровиным придумывает план, как расплатиться с кредиторами — он собирается представить Анну светскому обществу как Анастасию и наложить руку на её огромное наследство.
Из-за постоянных приступов амнезии Анна находится в подавленном состоянии и уступает просьбе Бунина предстать в роли Анастасии. Под его руководством она совершенствует аристократические манеры и изучает историю дома Романовых, а затем вместе с ним приходит на приём русских эмигрантов. Бунин хочет, чтобы собравшиеся поставили свои подписи на документе в знак подтверждения личности Анны.
Несмотря на то что Анна обращается к бывшим придворным царя по их прозвищам, известным только узкому кругу, и вспоминает эпизоды их прошлого, многие считают, что она всего лишь ловкая самозванка, и документ подписывает меньше половины собравшихся.
Далее Бунин увозит Анну под именем Анны Андерсон в Копенгаген, где живёт бабушка Анастасии, вдовствующая императрица Мария Фёдоровна. Императрица отказывает Анне в аудиенции и обвиняет Бунина в корыстных намерениях. Бунин устраивает встречу Анны с Паулем фон Харальдбергом, бывшим женихом Анастасии и племянником императрицы. Пауль уговаривает тётю испытать судьбу, и в итоге она посещает Анну в гостинице. Сначала Мария Фёдоровна обвиняет её в мошенничестве, но услышав воспоминания Анны, известные только им двоим, признаёт в ней Анастасию и принимает в свои объятия.
Спустя несколько недель императрица, Анна и Пауль — снова в статусе её жениха — приезжают в Париж. Там их ожидает скандал. Один репортёр объявляет, что на самом деле она не чудом уцелевшая царская дочь, а Анна Корева, и получила раны на голове и руках, которые помогли идентифицировать её личность, не во время расправы революционеров над членами семьи Романовых, а во время крушения поезда. Далее Бунин признаётся Анне, что использовал её в своих целях. Мария Фёдоровна замечает, что Бунин любит Анну, и, понимая, что его чувство взаимно, помогает влюблённым воссоединиться.

## Интересные факты
- Фильм снят по мотивам истории Анны Андерсон — эта женщина долгие годы утверждала, что является дочерью последнего русского царя, которая чудом уцелела во время революции.
- В 1949 году роман Ингрид Бергман с итальянским режиссёром Роберто Росселлини едва не положил конец её карьере в Голливуде. Блестяще исполненная роль Анастасии принесла актрисе второго «Оскара» и восстановила её репутацию.
- В 1997 году студия 20th Century Fox снова выпустила киноадаптацию этого сюжета, на этот раз в виде одноимённого полнометражного мультфильма в стиле фильмов компании Disney.

## В ролях
- Ингрид Бергман — Анна Корева / Анна Андерсон
- Юл Бриннер — генерал Сергей Павлович Бунин
- Хелен Хейс — вдовствующая императрица Мария Фёдоровна
- Аким Тамиров — Борис Андреевич Чернов
- Саша Питоефф — Пётр Иванович Петровин
- Иван Десни — князь Пауль фон Харальдберг
- Мартита Хант — баронесса Елена фон Ливенбаум
- Феликс Айльмер — бывший камергер
- Натали Шафер — Ирина Лиссемская
- Тамара Шэйн — Зения
- Григорий Громов — Степан
- Карел Степанек — Михаил Владос
- Ина де ла Хайе — Маруся
- Алексис Бобринской — Бехметьев
- Маруся Димитриевич — цыганская певица
- Поликарп Павлов — Шишкин
- Олаф Пулей — Жаданов
- Ольга Валери — графиня Баранова
- Генри Байдон — князь Болконский

## Награды и номинации

### Награды
- 1956 — Премия Гильдии кинокритиков Нью-Йорка — лучшая актриса (Ингрид Бергман)
- 1956 — Премия Национального совета кинокритиков США — лучший актёр (Юл Бриннер)
- 1957 — Премия «Оскар» — лучшая актриса (Ингрид Бергман)
- 1957 — Премия «Золотой глобус» — лучшая актриса драмы (Ингрид Бергман)

### Номинации
- 1957 — Премия «Оскар» — лучший звуковой монтаж
- 1957 — Премия «Золотой глобус» — лучшая актриса (Хелен Хейс)
- 1958 — Премия BAFTA — лучший сценарий (Артур Лорентс)